# Rivière Nouvelle
Rivière Nouvelle är ett vattendrag i den kanadensiska provinsen Québec.   Det rinner genom regionen Gaspésie–Îles-de-la-Madeleine, i den östra delen av landet, 800 km öster om huvudstaden Ottawa.